# Рене Ауфхаузер
Рене Ауфхаузер (на немски: René Aufhauser) е е австрийски футболист и играе за националния отбор на страната. Роден на 21 юни 1976 г. във Войтсберг, Австрия. 

## Статистика
- 144 мача и 18 гола за СВ Аустрия Залцбург (1997-2001)
- 119 мача и 17 гола за Грацер АК (2001-2005)
- 83 мача и 18 гола за ФК Ред Бул Залцбург (2005-настояще)